# Pohorje (FFH-Gebiet)
Das Fauna-Flora-Habitat-Gebiet Pohorje liegt im Norden Sloweniens. Das etwa 276 km² große Gebiet umfasst das Bachergebirge, welches den östlichen Abschluss der slowenischen Alpen bildet. Das Grundgestein ist vorwiegend silikatisch. Das Gebiet liegt größtenteils über 1.000 Metern und ist hauptsächlich mit Nadelwäldern bedeckt, die Hochfläche mit Extensiv-Grünland. Zudem gibt es einige Torfmoore und zahlreiche kleinere Bäche.
Das Gebiet überschneidet sich in großen Teilen mit dem gleichnamigen europäischen Vogelschutzgebiet.

## Schutzzweck

### Lebensraumtypen
Folgende Lebensraumtypen nach Anhang I der FFH-Richtlinie sind für das Gebiet gemeldet:
| EU Code | * | Lebensraumtyp (offizielle Bezeichnung)                                                            | Fläche |
| ------- | - | ------------------------------------------------------------------------------------------------- | ------ |
| 3160    |   | Dystrophe Seen und Teiche                                                                         | 5      |
| 3220    |   | Alpine Flüsse mit krautiger Ufervegetation                                                        | 29     |
| 6230    | * | Artenreiche montane Borstgrasrasen (und submontan auf dem europäischen Festland) auf Silikatböden | 220    |
| 7110    | * | Lebende Hochmoore                                                                                 | 29     |
| 7140    |   | Übergangs- und Schwingrasenmoore                                                                  | 84     |
| 8220    |   | Silikatfelsen mit Felsspaltenvegetation                                                           | 48     |
| 9110    |   | Hainsimsen-Buchenwald (Luzulo-Fagetum)                                                            | 1.525  |
| 9180    | * | Schlucht- und Hangmischwälder (Tilio-Acerion)                                                     | 1.230  |
| 91D0    | * | Moorwälder                                                                                        | 362    |
| 9410    |   | Montane bis alpine bodensaure Fichtenwälder (Vaccinio-Piceetea)                                   | 1.460  |

### Arteninventar
Folgende Arten von gemeinschaftlichem Interesse kommen im Gebiet vor:
| Bild                     | EU Code | * | Art                      | wissenschaftlicher Name     | Artengruppe    |
| ------------------------ | ------- | - | ------------------------ | --------------------------- | -------------- |
| Braungrüner Streifenfarn | 4068    |   | Braungrüner Streifenfarn | Asplenium adulterinum       | Pflanzen       |
| Steinkrebs               | 1093    | * | Steinkrebs               | Austropotamobius torrentium | Krebse         |
| Gelbbauchunke            | 1193    |   | Gelbbauchunke            | Bombina variegata           | Amphibien      |
| Spanische Flagge         | 1078    | * | Spanische Flagge         | Callimorpha quadripunctaria | Schmetterlinge |
| Orangeroter Heufalter    | 4030    |   | Orangeroter Heufalter    | Colias myrmidone            | Schmetterlinge |
| Große Quelljungfer       | 4046    |   | Große Quelljungfer       | Cordulegaster heros         | Libellen       |
| Goldener Scheckenfalter  | 1065    |   | Goldener Scheckenfalter  | Euphydryas aurinia          | Schmetterlinge |
| Maivogel                 | 6169    |   | Maivogel                 | Euphydryas maturna          | Schmetterlinge |
| Wimperfledermaus         | 1321    |   | Wimperfledermaus         | Myotis emarginatus          | Säugetiere     |
|                          | 1303    |   | Kleine Hufeisennase      | Rhinolophus hipposideros    | Säugetiere     |
| Alpenbock                | 1087    | * | Alpenbock                | Rosalia alpina              | Käfer          |
| Alpen-Kammmolch          | 1167    |   | Alpen-Kammmolch          | Triturus carnifex           | Amphibien      |